# Établissement public de coopération intercommunale

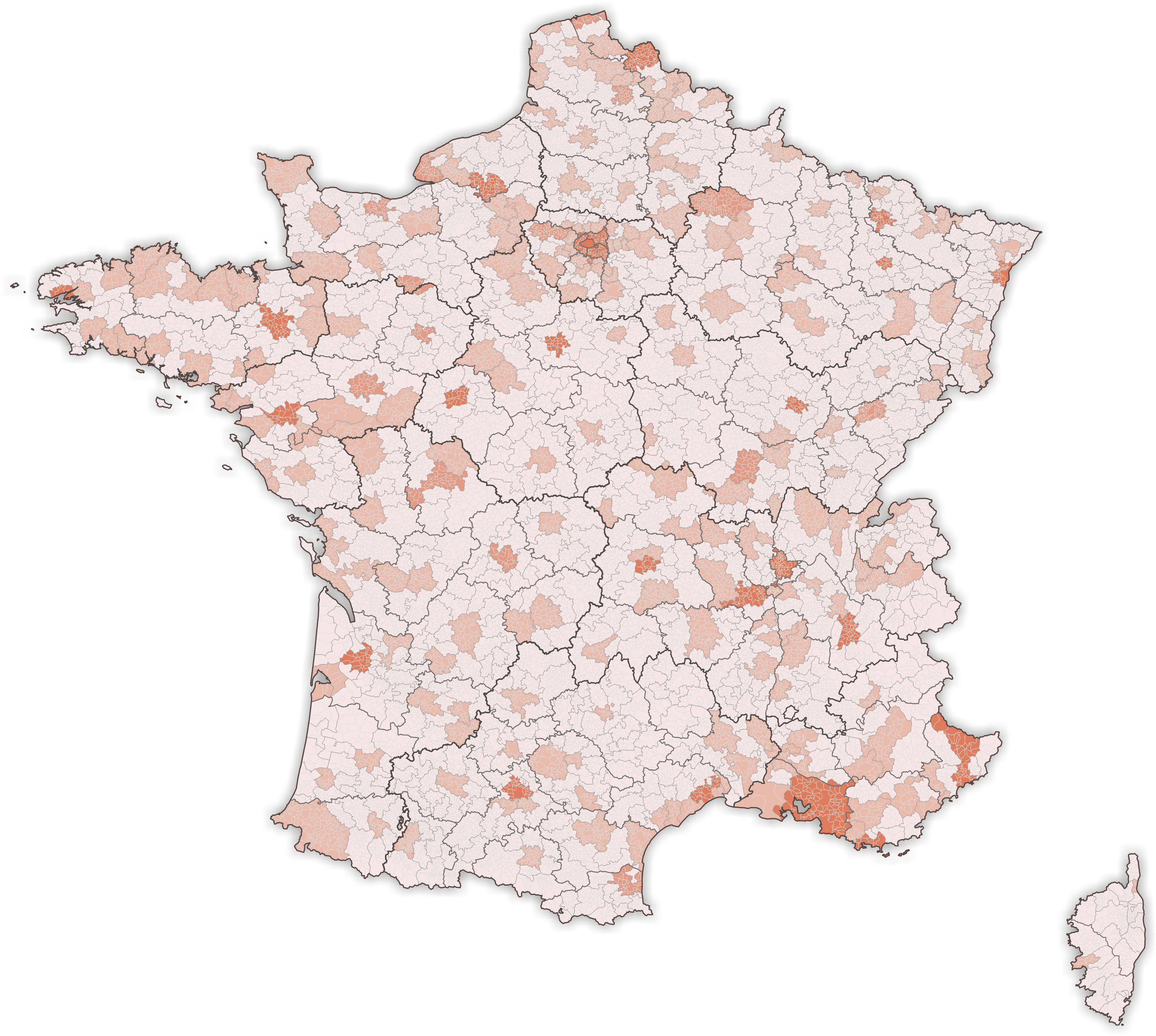
Communauté de communes
Communauté d’agglomération
Communauté urbaine
Métropole

Établissement public de coopération intercommunale (EPCI, deutsch öffentliche Anstalt für interkommunale Zusammenarbeit) ist der Oberbegriff für alle Arten von Gemeindeverbänden in Frankreich. Es gibt verschiedene Typen von EPCI, die sich durch den Umfang ihrer Kompetenzen sowie durch die Mindestzahl der vertretenen Einwohner unterscheiden. Seit dem Jahr 2013 ist jede französische Gemeinde gesetzlich verpflichtet, einem EPCI anzugehören. Seit 2014 werden die Gemeindeverbandsräte direkt vom Volk gewählt.

## Typen von Gemeindeverbänden
Die verschiedenen Typen von EPCI sind im allgemeinen Gesetzbuch zu Gebietskörperschaften (französisch Code général des collectivités territoriales, CGCT) festgelegt. Folgende Arten von Gemeindeverbänden gibt es:
- Syndicat de communes (seit 1890) mit verschiedenen Varianten, darunter dem Syndicat intercommunal à vocation multiple (SIVOM)
- Communauté de communes (seit 1992)
- Communauté urbaine (seit 1966)
- Communauté d’agglomération (seit 1999)
- Syndicat d’agglomération nouvelle (seit 1983)
- Métropole (seit 2010, maßgeblich verändert im Jahr 2014)
- Établissement public territorial (seit 2016, zur Untergliederung der Métropole du Grand Paris)

Die EPCI sind Körperschaften des öffentlichen Rechts. Sie sind eine Form von Établissements publics und damit anders als die Gemeinden, die sich in ihnen zusammenschließen, selbst keine eigenständigen Gebietskörperschaften (Collectivités territoriales). Insbesondere sind ihre Kompetenzen damit auf diejenigen Gebiete begrenzt, die ihnen gesetzlich oder durch Vereinbarung zwischen den beteiligten Gemeinden zugewiesen sind.
Mit dem Inkrafttreten einer Gesetzesänderung vom 27. Januar 2014 wurden diejenigen EPCI mit Steuerkompetenz, die mindestens 400.000 Einwohner in einem Ballungsraum von über 650.000 Einwohnern zählten, in Métropoles umgewandelt. Ausnahmen bildeten die Métropole du Grand Paris und die Métropole d’Aix-Marseille-Provence, die am 1. Januar 2016 gebildet werden sollten.

## Zahlen
Zum 1. Januar 2018 gab es in Frankreich 1.240 EPCI (mit eigener Steuererhebung, d. h. ausgenommen die Syndicats de communes), darunter 1000 Communautés de communes, 206 Communautés d’agglomération, 23 Métropoles und 11 Communautés urbaines. Zurzeit gibt es noch die vier Atlantikinseln Île-de-Bréhat, Île-de-Sein, Île d’Yeu und Ouessant, die keiner EPCI angehören. 
| Jahr (Stichtag 1. Januar)         | 2010   | 2011   | 2012   | 2013   | 2014   | 2015   | 2018   |
| --------------------------------- | ------ | ------ | ------ | ------ | ------ | ------ | ------ |
| Communauté de communes            | 2.409  | 2.387  | 2.358  | 2.223  | 1.903  | 1.884  | 1.000  |
| Communauté d’agglomération        | 181    | 191    | 202    | 213    | 222    | 226    | 206    |
| Communauté urbaine                | 16     | 16     | 15     | 15     | 15     | 9      | 11     |
| Syndicat d’agglomération nouvelle | 5      | 5      | 5      | 4      | 4      | 3      | 0      |
| Métropole                         |        |        | 1      | 1      | 1      | 11     | 23     |
| EPCI mit Steuerkompetenz          | 2.611  | 2.599  | 2.581  | 2.456  | 2.145  | 2.133  | 1.240  |
| Beteiligte Gemeinden              | 34.774 | 35.041 | 35.305 | 36.049 | 36.614 | 36.588 | 35.353 |
| Mio. Einwohner                    | 57,9   | 58,8   | 59,3   | 60,9   | 62,6   | 62,9   | 64,9   |

## Funktionsweise und Gremien
Das beschlussfassende Organ eines EPCI ist das Comité syndical bzw. der Conseil communautaire (Verbandsrat). Dieses Gremium funktioniert im Wesentlichen wie ein Gemeinderat. Durch seine Beschlüsse erledigt es die Angelegenheiten, die in den Kompetenzbereich des EPCI fallen. Insbesondere beschließt es den Haushalt. Das Gremium tritt mindestens einmal pro Vierteljahr auf Anordnung seines Vorsitzenden zusammen. Seine Sitzungen sind öffentlich, sofern nicht explizit anderweitig beantragt.
Bis zum Jahr 2014 wurden die Mitglieder der Verbandsräte von den Gemeinderäten aus der Mitte ihrer Mitglieder gewählt. Seit den Kommunalwahlen vom März 2014 sind die Verbandsräte direkt vom Volk gewählt; die Wahl erfolgt gleichzeitig mit derjenigen der Gemeinderäte. Eine Ausnahme bilden Gemeinden mit weniger als 1000 Einwohnern; diese entsenden auch weiterhin Mitglieder des Gemeinderats in den Gemeindeverbandsrat.
Der Vorsitzende des Verbandsrats ist das ausführende Organ des EPCI. Er ordnet die Ausgaben an, ist der Chef der verschiedenen Abteilungen des EPCI und sein rechtlicher Vertreter. Er kann einen Teil seiner Aufgaben an seine Stellvertreter abgeben, deren Zahl zwischen 4 und 15 beträgt, jedoch 20 Prozent der Zahl der Beschäftigten des EPCI nicht überschreiten darf. Der Ratsvorsitzende wird im Anschluss an jede Wahl des Verbandsrates von diesem neu gewählt nach denselben Modalitäten, die auch bei Bürgermeisterwahlen anzuwenden sind.